# Gare du Brassus
La gare du Brassus est une gare ferroviaire tête de ligne de la Vallorbe – Le Brassus. Elle est située dans la localité du Brassus sur le territoire de la commune suisse du Chenit, dans le canton de Vaud.

## Situation ferroviaire
Établie à 1 020 mètres d'altitude, la gare du Brassus est située au point kilométrique 24,46 de la ligne Vallorbe – Le Brassus, à l'extrémité de la ligne.
La gare est dotée de trois voies en impasse et de deux quais.

## Histoire
La gare du Brassus fut inaugurée le 21 août 1899, en même temps que le prolongement de la ligne du Day au Pont jusqu'au Brassus Elle a fermé à partir du 9 juin 2008 pour être déplacée.  Les travaux de la nouvelle gare devaient initialement se terminer le 26 octobre 2008. La nouvelle gare a finalement été mise en service le 27 avril 2009. Le premier train y est entré à 5 h 50.
Le prolongement de la ligne S4 du RER Vaud dans la vallée de Joux a été mis en service le 7 août 2022.

## Service des voyageurs

### Accueil
Gare de TRAVYS, elle est dotée d'un bâtiment voyageurs et d'un distributeur automatique de titres de transport. 

### Desserte
La gare fait partie du réseau RER Vaud, assurant des liaisons rapides à fréquence élevée dans l'ensemble du canton de Vaud. Le Brassus est desservie toutes les heures par les trains de la ligne S3.
Elle est également desservie par les trains S circulant en heure de pointe entre Vallorbe et le Brassus afin de desservir les gares de la vallée de Joux.

### Intermodalité
La gare du Brassus est en correspondance avec les services de la ligne 720, exploitée par CarPostal, circulant le week-end et les jours fériés entre la gare d'Allaman et la gare du Brassus via le col du Marchairuz.